# ویلیام (بازیکن فوتبال)
ویلیام (William de Asevedo Furtado زادهٔ ۳ آوریل ۱۹۹۵) یک بازیکن فوتبال در پست مهاجم و مدافع اهل برزیل است که برای باشگاه ورزشی اینترناسیونال در لیگ برتر فوتبال برزیل بازی می‌کند.

## تیم ملی
وی در بازی‌های المپیک تابستانی ۲۰۱۶ به همراه تیم ملی فوتبال زیر ۲۳ سال برزیل برندهٔ مدال طلا شده‌است.